# Szczawina
Szczawina (niem. Neubrunn) – wieś w Polsce położona w województwie dolnośląskim, w powiecie kłodzkim, w gminie Bystrzyca Kłodzka.

## Położenie
Szczawina to niewielka wieś o rozproszonej zabudowie, leżąca na północno-wschodniej krawędzi Gór Bystrzyckich, na wysokości około 400–480 m n.p.m.

## Podział administracyjny
W latach 1975–1998 miejscowość administracyjnie należała do województwa wałbrzyskiego.

## Historia
Szczawina powstała w 1870 roku z połączenia dwóch osad leżących na terenie dóbr królewskich: Neuhain założonej w 1570 roku i Sauerbrunn założonej 1578 roku. Pod koniec XIX wieku zaczęto wykorzystywać miejscowe źródła wody mineralnej. W tym czasie miejscowość przekształciła się w niewielkie uzdrowisko. Po I wojnie światowej był tu prywatny zakład kąpielowy. Po 1945 roku Szczawina pozostała jedynie wsią rolniczą, zanikła natomiast funkcja letniskowo-uzdrowiskowa. W latach sześćdziesiątych XX wieku na bazie istniejącego tu wcześniej sanatorium utworzono rozlewnię wody mineralnej „Długopolanka”.  

## Zabytki
We wsi jest kilka zabytkowych krzyży przydrożnych, najciekawszy pochodzi z 1809 roku i stoi obok najwyżej położonego domu. Na jego cokole są reliefy z wizerunkami: św. Jerzego, Matki Boskiej Bolesnej i św. Franciszka Ksawerego.  

## Szlaki turystyczne
W pobliżu Szczawiny przebiega szlak turystyczny: 
- z Gorzanowa na Przełęcz Spaloną.